# Gammarus crinicornis
Gammarus crinicornis är en kräftdjursart som beskrevs av Jan Hendrik Stock 1966. Gammarus crinicornis ingår i släktet Gammarus och familjen Gammaridae. Inga underarter finns listade i Catalogue of Life.